# Pure Pwnage
Pure Pwnage (uitgesproken als: “pure ownage” ) is een komische internetshow waarin de Canadese gamer Jeremy wordt gevolgd. Door allerlei interviews en gebeurtenissen wordt er langzaam meer duidelijk over het leven van Jeremy en zijn vrienden. De scènes spelen voornamelijk in Canada en vooral Toronto, maar er wordt ook in andere landen gefilmd; een deel van aflevering 11 speelt in Nederland en is daar ook opgenomen. De makers van de show schatten hun hoeveelheid kijkers op drie miljoen. Alleen al via de officiële mirror werd Episode 10 in de eerste 24 uur 597.893 keer gedownload.

## De wereld vanPure Pwnage
In de wereld van Pure Pwnage is de kracht van games veel groter dan men denkt. Het is bijvoorbeeld mogelijk je vaardigheid in het besturen van de games te gebruiken buiten de game. Langzaam maar zeker nemen de afleveringen dan ook meer fictieve thema's aan.
De tweede serie begon in april 2007 en neemt weer meer afstand van dit thema. Het thema liefde krijgt bijvoorbeeld een belangrijkere rol.

## Personages
Jeremy (alias teh_pwnerer) (gespeeld door Jarett Cale)De hoofdpersoon van de show. Hij is een "pro-gamer" en probeert de beste te worden in alle games. Hij pretendeert "noobs" te "ownen".
Kyle (gespeeld door Geoff Lapaire)De jongere broer van Jeremy, hij filmt de show. Kyle is nooit te zien in de episodes terwijl hij er wel een rol in speelt. Aan het einde van aflevering 12 was hij wel te zien.
Doug (alias fps_doug) (gespeeld door Joel Gardiner)Een vriend van Jeremy. Hij speelt veel FPS games en houdt ervan om andere spelers te doden door middel van een headshot. Zijn uitspraak "BOOM HEADSHOT" is erg bekend geworden in de gamersscene.
Dave (ook wel bekend onder zijn Chinese naam Dawei) (speelt zichzelf)Heeft een bijrol in veel van de episodes en is van oorsprong Chinees. Vooral zijn kookkunst komt aan bod, maar in aflevering 9 komt men meer over hem te weten.
Teh_Masterer (stem door William Craig en gespeeld door Geoff Lapaire)Altijd compleet gehuld in ninja-kleren. Hij traint Jeremy en andere gamers tegen het leger van de "Big Bad", de belangrijkste schurk in de wereld van Pure Pwnage.
Anastasia (Nicknames Stasia en Tagi) (gespeeld door Miranda Plant)Vriendin van Jeremy. In aflevering 2 wordt er al over haar gesproken maar pas in aflevering 6 ziet men haar voor het eerst. Ze speelt World of Warcraft onder de naam Tagi. Anastasia houdt meer van "sociale games" terwijl Jeremy gewoon "noobs" wil "ownen" (minder goede spelers verslaan).
Terence Brown (Nicknames T-bag) (gespeeld door Troy Dixon)T-bag wordt in episode 15 geïntroduceerd, en is een groot fan van Halo. Hij verdient zijn geld door zich te laten sponsoren door hardware/gamefabrikanten. Hij is goed in gamen maar heeft duidelijk meer sociale vaardigheden dan Jeremy of Doug. In 2008 is Troy Dixon om het leven gekomen door een auto-ongeluk.

## De episodes
1. The life of a pro gamer
2. Girls
3. FPS Doug
4. Pwn or be Pwned
5. M8s
6. Imapwnu of Azeroth
7. MMO Grrl
8. Lanageddon
9. The story of Dave
10. Teh best day ever
11. I <3 u in RL
12. Game Over - Einde seizoen 1
13. Old Habits - Begin seizoen 2 (Episode 1)
14. Lifestyles (Episode 2)
15. T-Bag (Episode 3)
16. Duty Calls (Episode 4)
17. Just the guys PT.1 (Episode 5)
18. Just the guys PT.2 (Episode 6)

## Muziek
Pure Pwnage heeft voor de show verschillende muzieknummers gemaakt, vaak gezongen door acteurs uit de show. Deze muziek is beschikbaar via de officiële site.
- "Get Outta Myspace" – Geoff Lapaire
- "I'm a Gamer" – Linda Gallant
- "I Feel Like Pwning N00bs" – Kyle en Jeremy
- "Teh N00b Song" – Jeremy
- "World of Warcraft is a Feeling" – Davin Lengyel en Sabina
- "Big big big da balls" – Jeremy en Doug
- "Straight Outta Blood Gulch" – T-Bag (Een parodie van "The Day the Niggaz Took Over" en "The Chronic (Intro)" van Dr. Dre)
- "Christmas Time in Dun Morogh" - Davin Lengyel (gemaakt voor een muziek-machinima filmpje van Geoff Lapaire voor kerstmis van 2007).

Meer muziek is beschikbaar op de soundtrack van seizoen 1, die in Maart 2007 is gelanceerd.

## Trivia
- Op 27 maart 2006 heeft Jeremy een lok van zijn haar verkocht op Ebay met een gesigneerde bandana. Het bod was na 10 dagen gestegen naar US$4200 (ruim 3200 euro). Jeremy en Kyle zeggen het geld onder andere gebruikt te hebben om naar Nederland te reizen om daar fans te bezoeken.
- Doug schijnt zich speciaal te scheren voor het filmen van episodes. Hij droeg een bedekkende muts en had een baardje bij zijn live-optreden van de première van episode 9.
- Episode 10 ontving 597893 downloads in de eerste 24 uur van de officiële mirror.
- Terwijl Jeremy in de show heeft gezegd dat MMO's "ghey" zijn heeft hij in een fanchat op Teamspeak onthuld dat hij World of Warcraft heeft gekocht op de dag dat het uitkwam; het 18 uur per dag speelde en de eerste priest op zijn server was die level 60 bereikte.
- De officiële Pure Pwnage forums werden tweemaal gekraakt: aan het einde van april en het begin van mei. Dit kwam door bepaalde lekken in de software van het forum. De aanval kwam mogelijk voor omdat forumleden de krakers beledigden.
- Het Nederlandse forumlid Skrie op de officiële forums is de aanvaller in episode 11.
- In de credits van Episode 12 worden de echte namen van de acteurs onthuld.
- Dave is het enige belangrijke karakter dat door zichzelf wordt gespeeld. Hij is ook degene die niet zijn achternaam bekend heeft gemaakt in de show.